# Interschutz

Logo der Interschutz

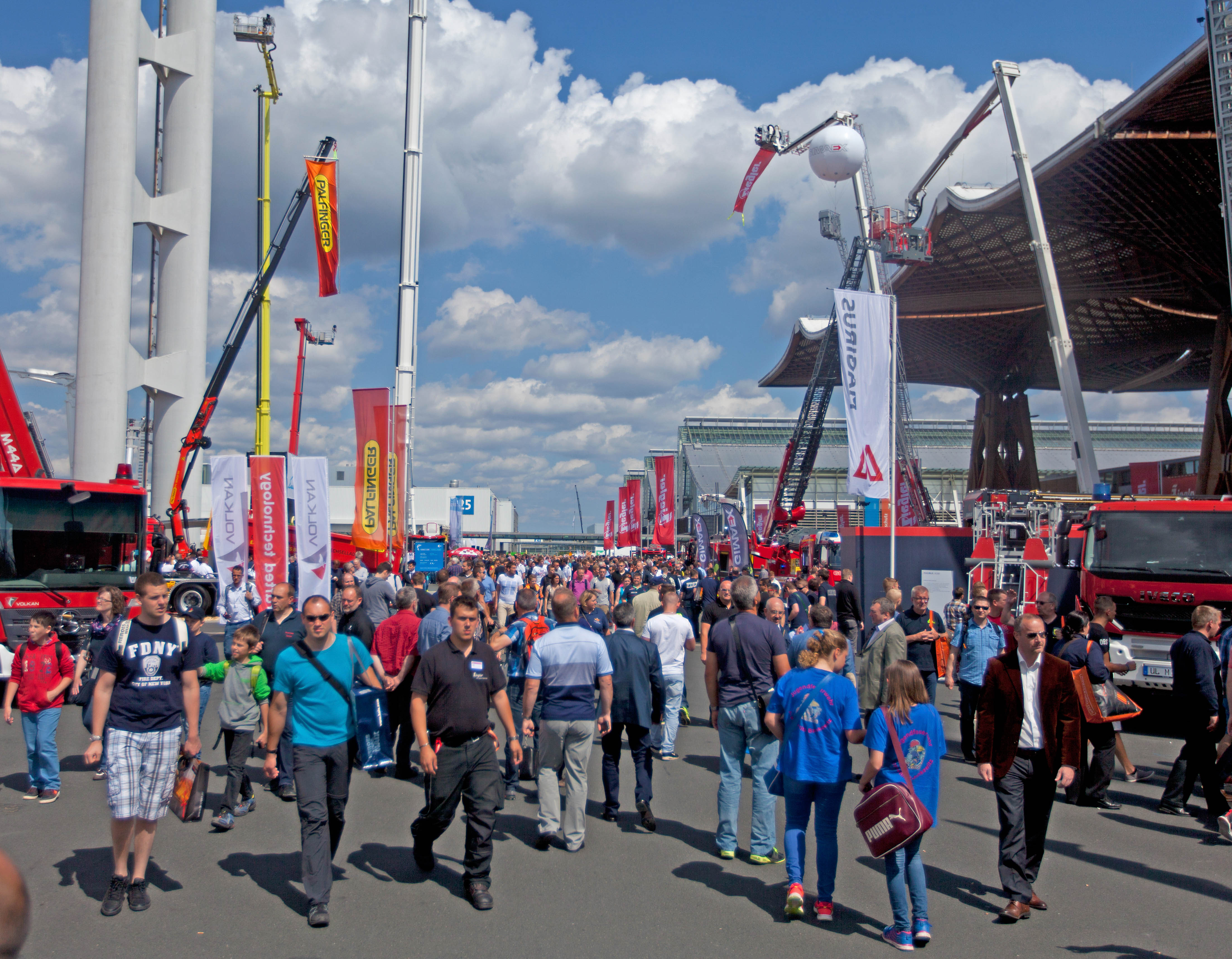
Freigelände der Interschutz 2015 in Hannover

Bei der INTERSCHUTZ handelt es sich um die Weltleitmesse für die Bereiche Rettungsdienst, Brand- bzw. Katastrophenschutz und Sicherheit, die seit der Veranstaltung im Jahr 2000 in Hannover alle fünf Jahre stattfindet. Ideeller Träger der Messe ist die Vereinigung zur Förderung des Deutschen Brandschutzes e. V. (vfdb), als Veranstalter fungiert die Deutsche Messe AG aus Hannover.

## Beschreibung
Ihre Ursprünge hat die Messe in der „1. Deutschen Volksschau für Feuerschutz und Rettungswesen“, die 1935 von der NSDAP-Reichsführung sowie dem Innen-, Propaganda- und Reichsluftfahrtministerium in Dresden durchgeführt wurde. Ein Preisausschreiben des Dresdner städtischen Ausstellungsamtes führte zum Namen „Der Rote Hahn“. Gewinner war der Dresdner Maler und Grafiker Helmut Müller-Molo.

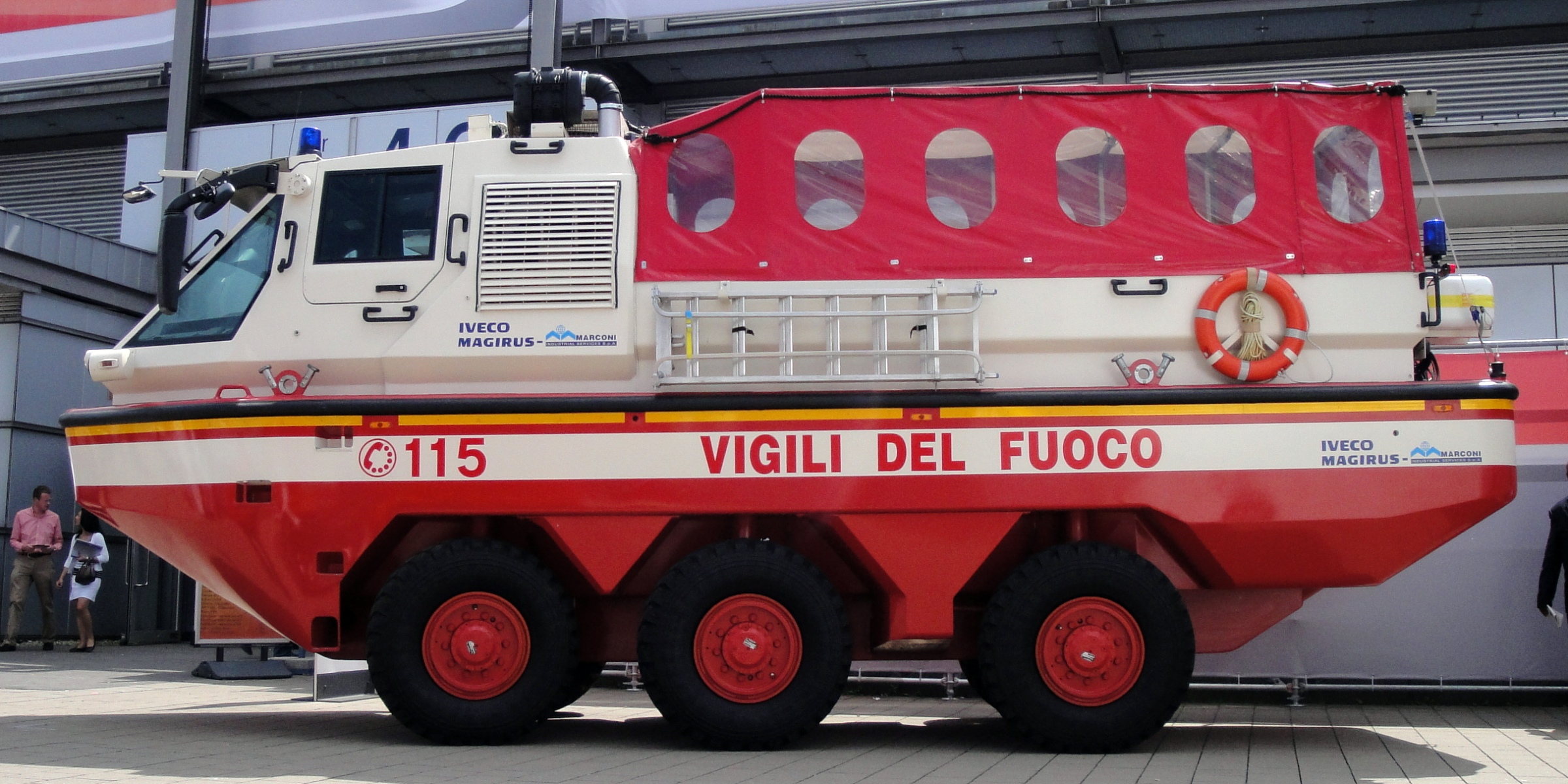
Ausgestelltes Amphibienfahrzeug

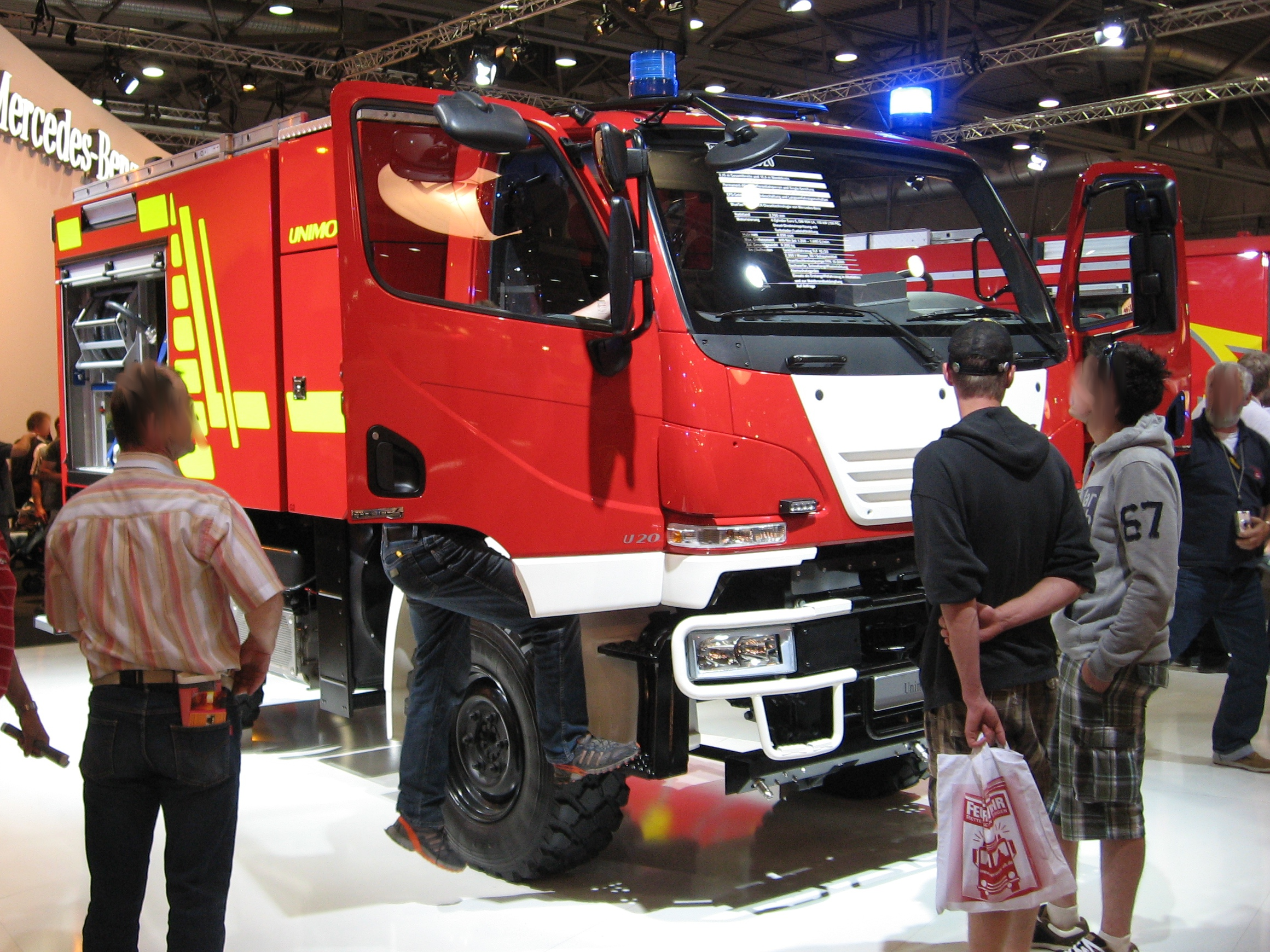
Tanklöschfahrzeug in der Messehalle

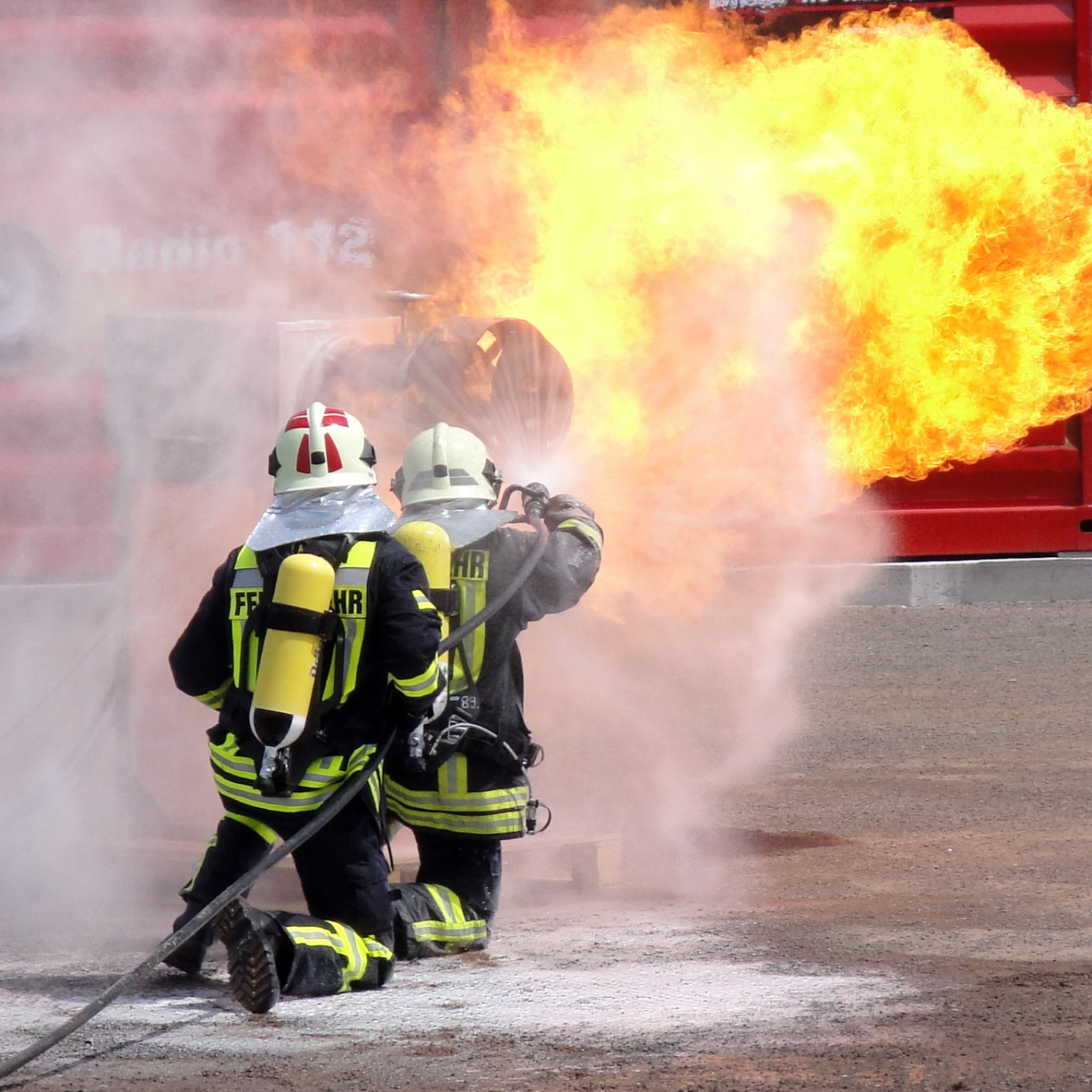
Feuerlöschvorführung im Außengelände

Auf der Messe stellen Produzenten von speziellen Geräten und Zubehör aus den Bereichen Feuerwehr und Rettungsdienst ihre neuesten Innovationen vor, die teilweise auch direkt vor Ort gekauft werden können. Daneben zeichnet sich die Veranstaltung durch eine Vielzahl von Vorführungen und Vorträgen zu den genannten Themenbereichen aus.

## Veranstaltungsorte
der Vorläuferveranstaltung „Internationale Ausstellung für Feuerschutz und Feuerrettungswesen“
- 1901: Berlin

der Vorläuferveranstaltung „Der Rote Hahn“:
- 1935: Dresden
- 1951: Celle
- 1953: Essen

der Vorläuferveranstaltung „Der Rote Hahn“ mit dem Namenszusatz „Interschutz“:
- 1961: Köln (erstmals bezeichnet als „Der Rote Hahn – Interschutz“)
- 1972: Frankfurt am Main

der „INTERSCHUTZ – Der Rote Hahn“:
- 1980: Hannover (zusammen mit dem Deutschen Feuerwehrtag)
- 1988: Hannover
- 1994: Hannover
- 2000: Augsburg (zusammen mit dem Deutschen Feuerwehrtag)
- 2005: Hannover
- 2010: Leipzig (zusammen mit dem Deutschen Feuerwehrtag)
- 2015: Hannover
- 2022: Hannover (zusammen mit dem Deutschen Feuerwehrtag), wegen der COVID-19-Pandemie von 2020 auf 2022 verschoben[6]
- 2026: geplant für 01.06 bis 06.06 in Hannover[7]

## Maskottchen
Seit 2015 hat die Interschutz ein Maskottchen. „Rettungshund Timmy“ begleitete die Interschutz 2015 von der Planungsphase bis zum Abbauende und war auf der Messe selbst ein beliebtes Fotomotiv für die Besucher und die Medien. Timmy ist ein real existierender Border Collie (Hütehund) der über die Aktivitäten der Messe auf seiner Facebook-Seite „Timmy der Border Collie“ berichtete. Er gehört einem Hannoveraner Feuerwehrmann.